# Wachau (Markkleeberg)

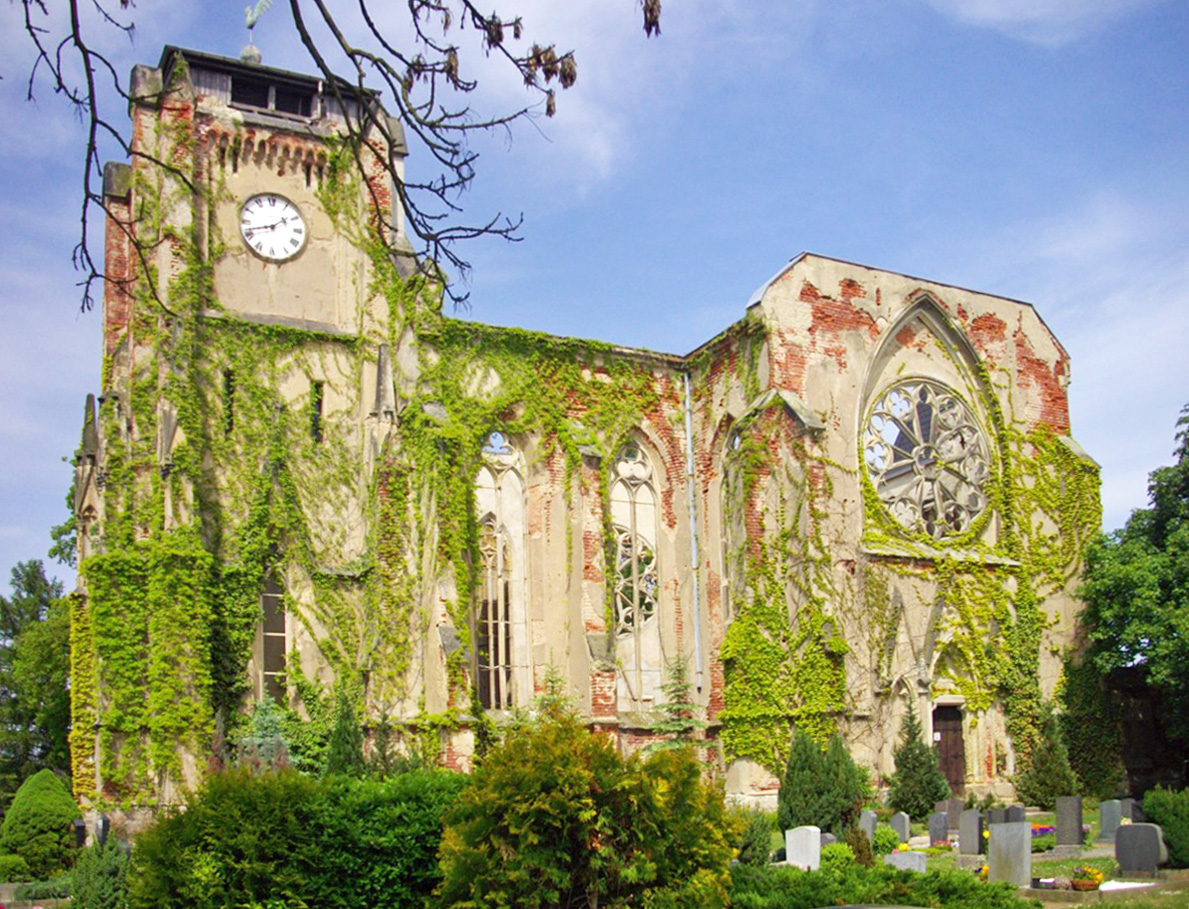
Wachau, Kirchenruine (2009)

Wachau ist seit dem 1. Januar 1994 ein Stadtteil von Markkleeberg südlich von Leipzig in Sachsen. Zuvor war es eine eigenständige Gemeinde östlich der Großen Kreisstadt Markkleeberg. Der Ort liegt am östlichen Ufer des Markkleeberger Sees, eines Restlochs des Braunkohletagebaus Espenhain. Der Stadtteil hatte am 31. Dezember 2007 732 Einwohner.

## Geschichte

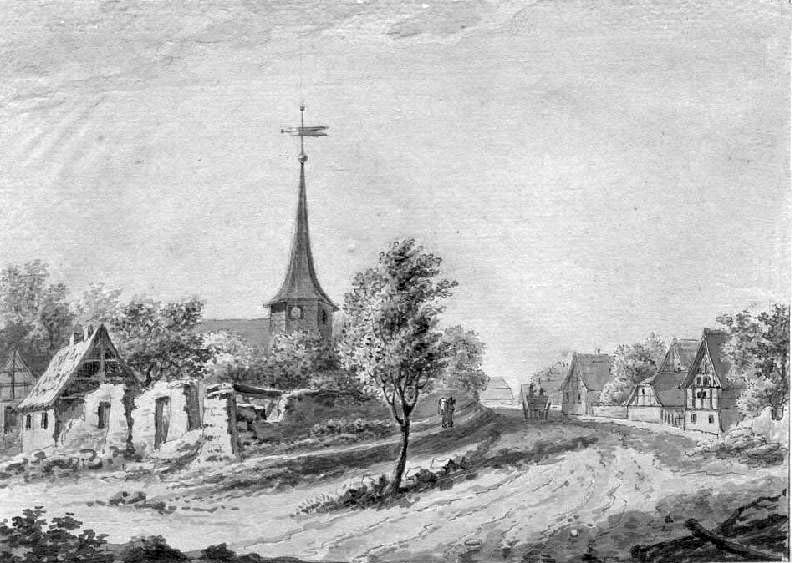
Ansicht von Wachau um 1813

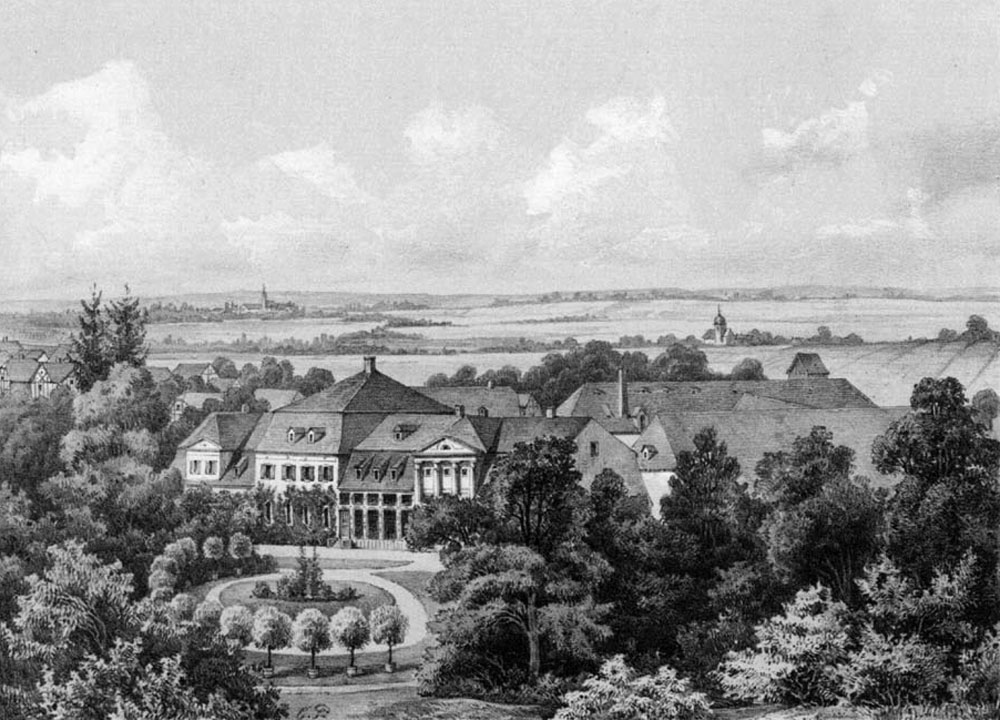
Herrenhaus des ehemaligen Rittergutes zu Wachau

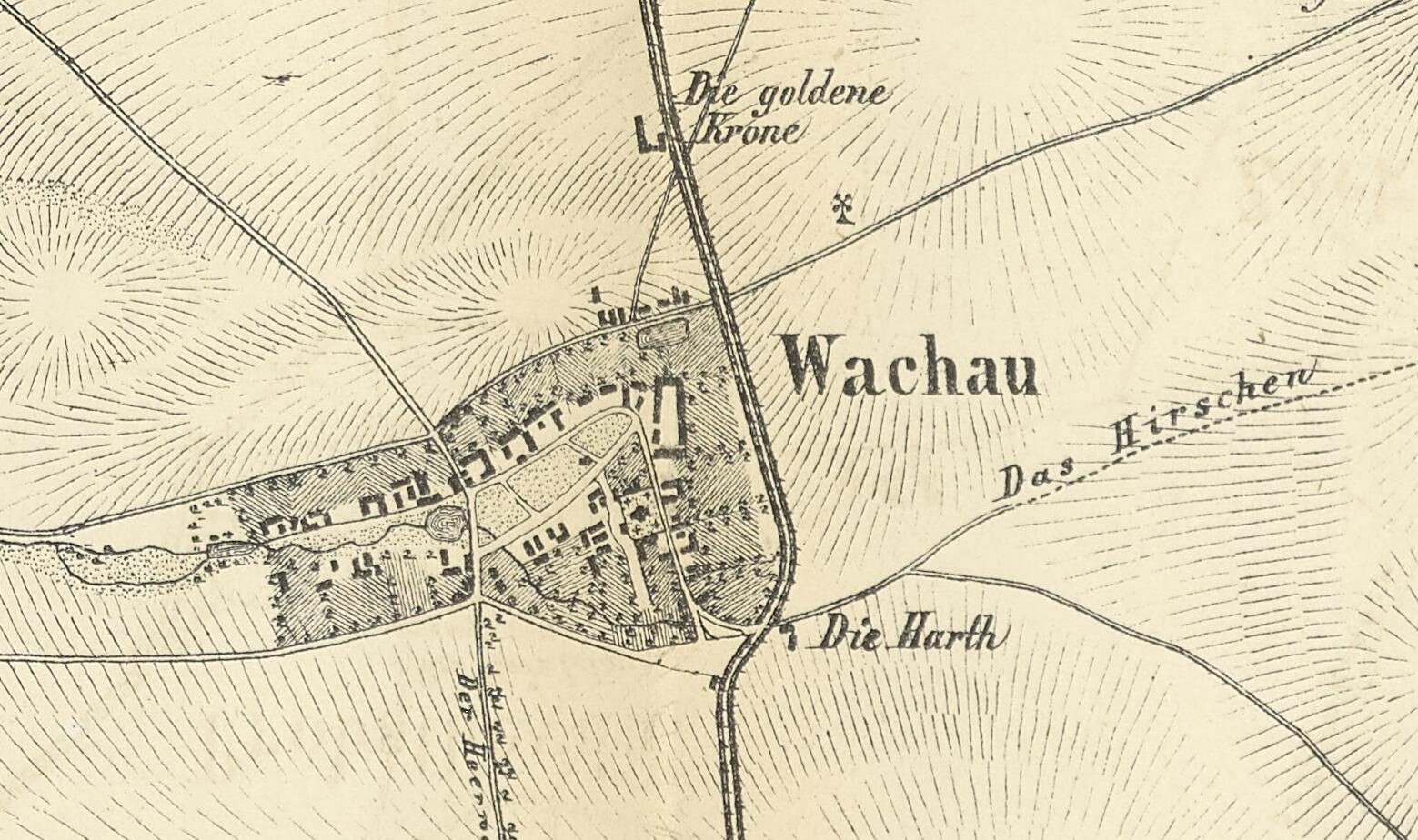
Wachau auf einer Karte von 1863

Das Dorf ist slawischen Ursprungs. 1259 erfolgte eine einmalige Nennung des Heyno von Wachau als Zeuge für Markgraf Dietrich von Landsberg. 1349/1350 hatten verschiedene Grundherren Einkünfte in Wachau. 1377 übertrugen die Markgrafen Friedrich, Balthasar und Wilhelm dem Kloster Buch das Dorf Wochow in der Pflege Leipzig mit beiden Gerichten, aufgelassen und verkauft von Adelheid von Heynitz und ihren Söhnen aus Not, und sicherten sich das Vorkaufsrecht. Im gleichen Jahr bestätigte Nickel von Heynitz den Empfang des Kaufgeldes. 1488/89 kam es auch hier zu Irrungen, da der albertinische Amtmann von Leipzig den Leuten des Klosters in Wachau das Vieh wegtrieb, worüber Abt Simon von Buch bei Hz. Georg von Sachsen Beschwerde führte. 1543 wurde es nach dem Erb- und Zinsregister Kloster Buch noch als Klosterdorf geführt. Eine Übersicht über die verschiedenen Besitzer von 1536 bis 1853 ist im Album der Rittergüter zu finden, siehe auch Sachsens Kirchengalerie (mit Abbildung der Kirche).
Das Herrenhaus des Rittergutes musste nach schwersten Beschädigungen im Zweiten Weltkrieg abgerissen werden. Im zugehörigen Park, der nach englischem Muster angelegt wurde, gibt es noch heute das von Johann Gottlob von Quandt (bis 1820 Rittergutsbesitzer) für seine Mutter errichtete Denkmal. 1813 fanden in der Nähe des Ortes schwere Gefechte der Völkerschlacht statt, die das Dorf stark in Mitleidenschaft zogen. Dadurch wurde eine alte und große Linde im Garten des Rittergutes berühmt, welche mit einer Galerie versehen war. Diese wurde zunächst von Napoleon und später von den Verbündeten gegen Napoleon als Möglichkeit genutzt, das Schlachtfeld zu überblicken. Später wurde deshalb diese Linde als Murat- oder Napoleonlinde bezeichnet. Die Linde fiel später einem Blitzeinschlag zum Opfer.

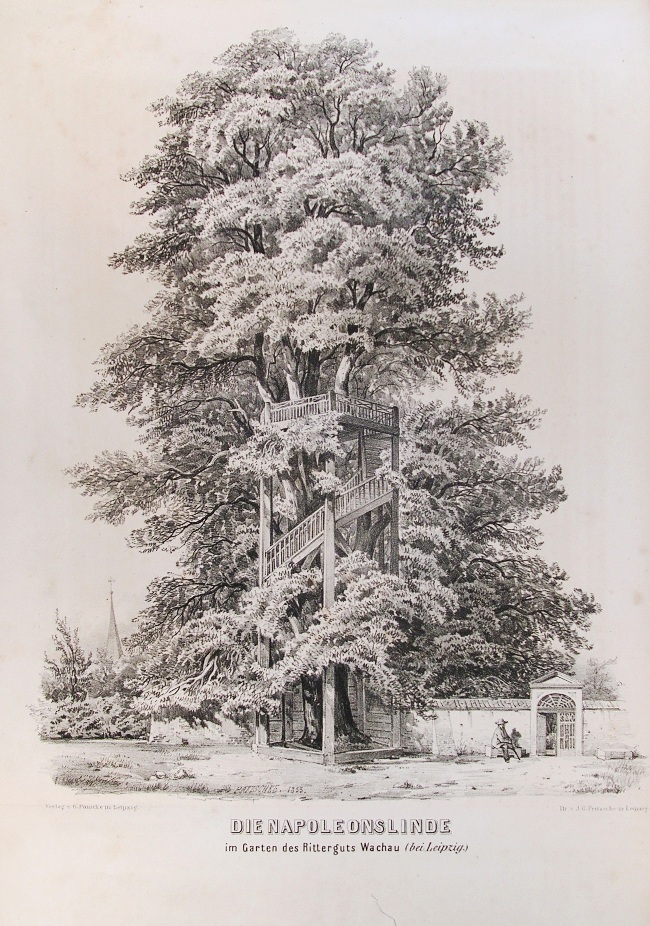
Ehemalige Muratlinde im Garten des Rittergutes zu Wachau

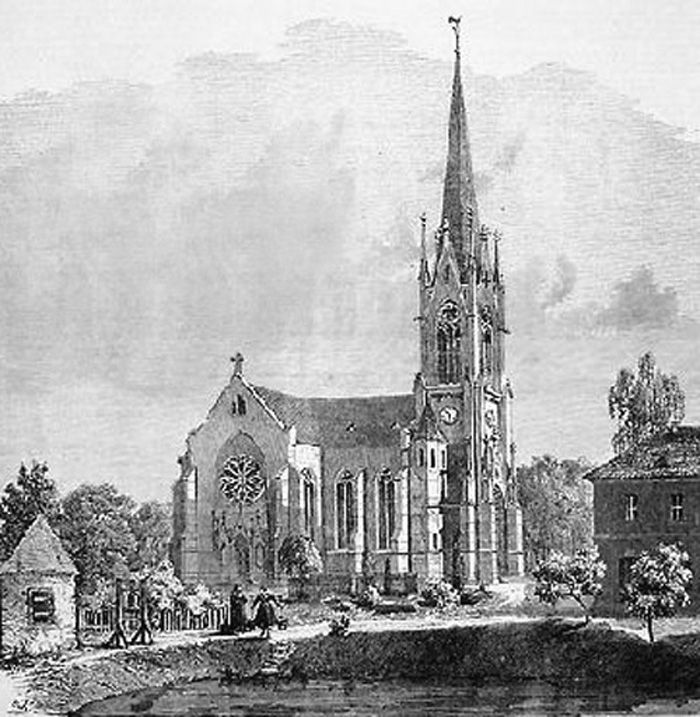
Die Neue Kirche in Wachau zu ihrer Fertigstellung 1867

An selbiger Stelle im Park des Rittergutes wurde später wieder eine Linde gepflanzt. Im Dorf und in dessen unmittelbarer Nähe befinden sich einige Denkmäler zum Gedenken an die Völkerschlacht bei Leipzig, wie Apelsteine oder zwei Gedenksteine des „Vereins zur Feier des 19. Oktobers“. Im Jahre 1862 wurde das Windmühlentor der Stadt Leipzig durch den damaligen Rittergutsbesitzer gekauft und fand als Gartentor des Rittergutsparkes Verwendung. Wachau lag bis 1856 im kursächsischen bzw. königlich-sächsischen Kreisamt Leipzig. Ab 1856 gehörte der Ort zum Gerichtsamt Leipzig II und ab 1875 zur Amtshauptmannschaft Leipzig.
Um 1860 war die während der Völkerschlacht in Mitleidenschaft gezogene Kirche baufällig, man entschied sich zum Abriss und Neubau. Nach Plänen von Constantin Lipsius wurde 1865–1867 eine neogotische Kirche erbaut, die drei Glocken kamen von G. A. Jauck (Leipzig), der Orgelbau erfolgte in der Werkstatt Kreutzbach (Borna). Diese Kirche galt als eine der schönsten Kirchen im Landkreis Leipzig, bis das Kirchenschiff durch Luftminen im Zweiten Weltkrieg einstürzte. Der Turm der Kirche wurde 1978 teilweise abgerissen. 1995 wurden die Reste der Kirche gesichert und mit der Instandsetzung des Turmes begonnen. Seit 1997 finden in der Kirche gelegentlich Gottesdienste und Konzerte statt. Im Sommer werden regelmäßig die Wachauer Festival-Nächte veranstaltet.
Im Laufe der Zeit entwickelte sich Wachau von einem Bauerndorf zu einem Arbeiterwohnort. Seit 1922 gehört die für Kriegsversehrte des Ersten Weltkrieges errichtete Siedlung Auenhain zu Wachau. Die Siedlung Wiesengrund in Wachau entstand in den 1930er Jahren und trägt heute den Namen August Bebels.
Dem Braunkohletagebau Espenhain fielen in den 1970er Jahren das Vorwerk Auenhain und einige landwirtschaftliche Flächen zum Opfer. Seit dem 1. Januar 1994 ist Wachau ein Ortsteil von Markkleeberg.

## Kultur und Sehenswürdigkeiten

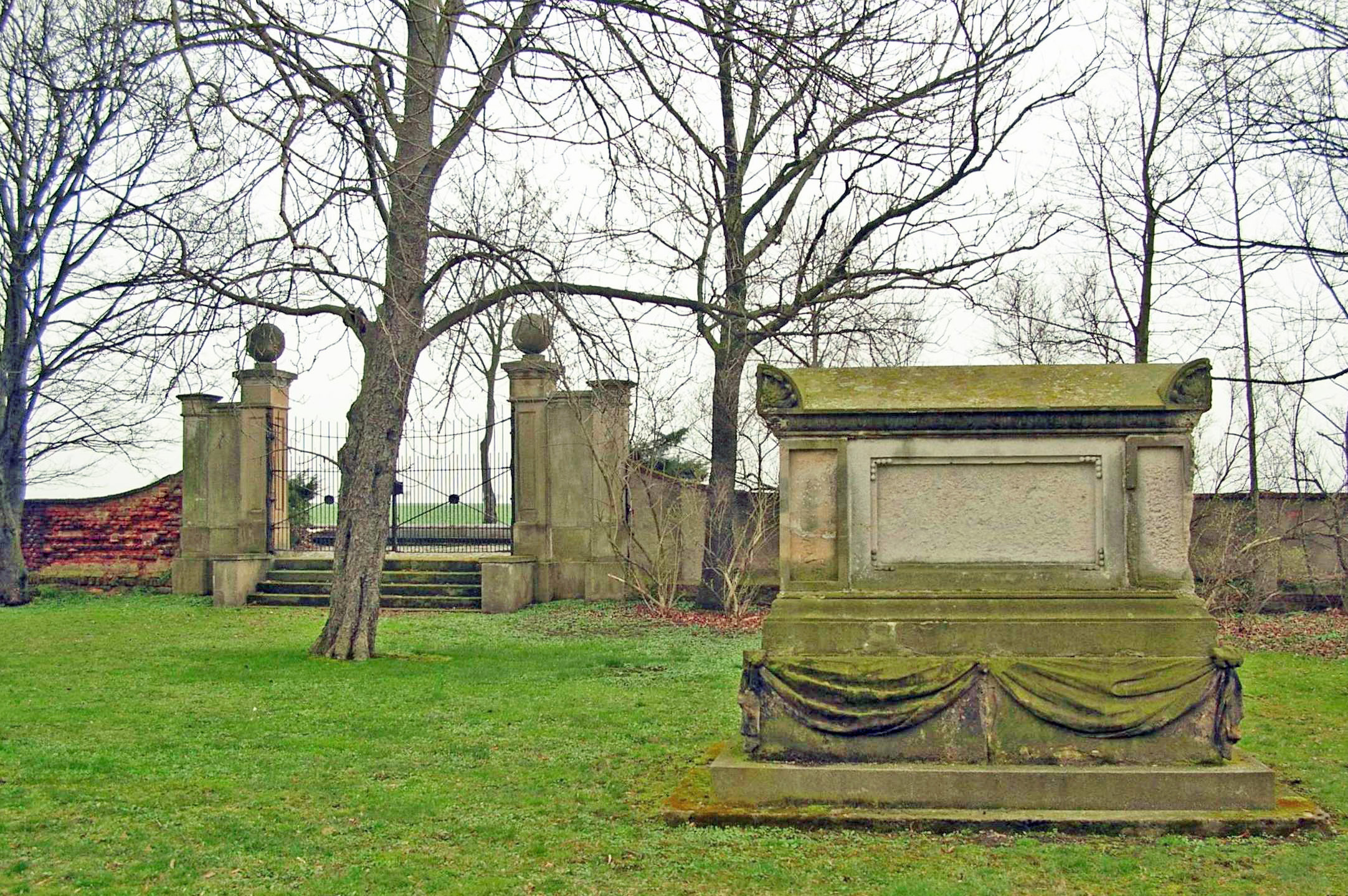
Quandtsches Denkmal und Windmühlentor im Rittergut zu Wachau

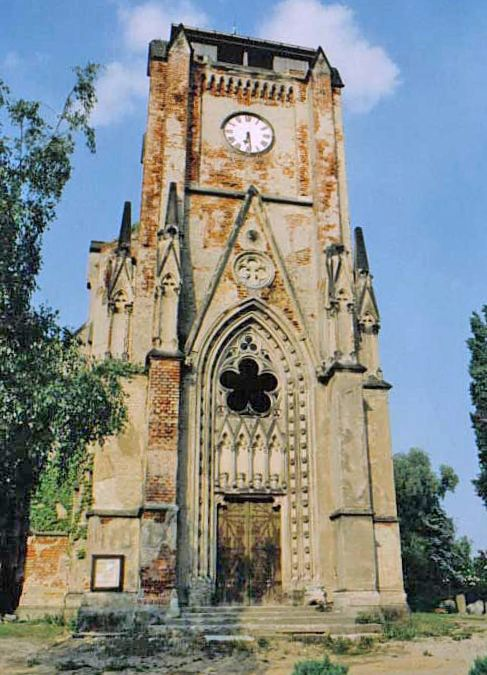
Kirchenruine

- Südliches Schlachtfeld der Völkerschlacht bei Leipzig mit jährlichen Nachstellungen des Kampfgeschehens
- Galgenberg mit dem Galgenbergdenkmal
- ehemaliges Rittergut zu Wachau mit den Resten des Parks
- Kirchenruine Wachau (bis 2006 mit der Ausstellung Verlorene Orte, die dem Braunkohleabbau südlich von Leipzig weichen mussten)
- Markkleeberger See und Störmthaler See, welche durch Flutung zweier Tagebaurestlöcher entstanden sind und von Wachau über Radwege zu erreichen sind

## In Wachau geboren
- Gottlieb Wilhelm Rabener (1714–1771), Schriftsteller und Publizist
- Richard Sachse (1846–1924), Philologe und Pädagoge
- Hans Bertram (1915–1992), Politiker und Oberbürgermeister von Cottbus

## Vereine und Verbände
- SV Eiche Wachau e. V. (Sektionen Fußball, Kegeln und Gymnastik)
- Freiwillige Feuerwehr Markkleeberg-Wachau
- Karnevalsverein Wachau
- Männerchor Lyra
- Siedlerverein Wachau

## Verkehr
Die Stadt liegt an der Bundesstraße 186 und ist an das Busnetz der Stadt Leipzig und des Umlandes angebunden.
Über die Anschlussstelle Leipzig-Süd ist Wachau seit 2006 von der A 38 aus zu erreichen.